# Dimsum
Dimsum影视娱乐是马来西亚一家流媒体服务商，它透过网络以及手机应用程序，专门为用户提供视频点播服务和视频点播服务（Video on Demand），由星报媒体集团（Star Media Group）旗下公司——星报在线有限公司（Star Online Sdn Bhd）所管理。目前可在马来西亚，以及汶莱、新加坡地区观看。
该公司的命名“Dimsum”取名的灵感源自粤式美食“点心”的译音。命名者将“点心（dimsum）”两字拆开来，即是“点”（dim）与“心”（sum），含义是“点”选您“心”爱的节目。Dimsum标志中间的播放符号代表“点”，另外四画则代表“心”字。

## 发展历史
在2015年2月，陈光永先生被委任为星报媒体集团首席数码执行员，同时也是Dimsum团队主要功臣之一。陈先生在广告及媒体行业拥有近二十年的经验，他曾是著名电子广告媒体公司Carat Malaysia的首席执行员。
在2016年2月，马来西亚电视台八度空间的前总经理林瑞金女士，加入星报媒体集团，成为星报在线有限公司的首席市场执行员。
该公司于2016年11月8日被正式推介。由马来西亚通讯及多媒体部长拿督斯里沙烈赛益、星报媒体集团主席拿督胡亚桥先生，集团董事经理暨总裁拿督斯里黄振威共同推介。
于2016年12月，汶莱区域开通该公司的服务，可在当地观看该公司的媒体。同时，他们正式推出平板电脑版本以及离线观看功能。
在2021年4月5日，Dimsum宣布將在9月30日關閉。

## 影视内容
影视内容主要来自亚洲国家和地区，例如中国、日本、台湾、泰国、韩国、香港、新加坡和马来西亚；影视分类有连续剧、综艺节目、儿童节目、电影、纪录片、以及新闻；拥有的播放版权类型包括了马来西亚独家首播、同步播出以及全集播放。
后在2018年，dimsum上传了母公司星报媒体集团的子公司988贺岁电影《一家亲亲过好年》，这也是首次在dimsum上映马来西亚的贺岁电影。